# Activision Blizzard
Activision Blizzard — американський відеоігровий холдинг, до складу якого входять:
- Activision
- Blizzard Entertainment
- Sierra Entertainment
- King Digital

18 січня 2022 року Microsoft оголосила про свій намір придбати Activision Blizzard за $68.7 млрд. Злиття сталось 13 жовтня 2023 року Activision Blizzard стала підрозділом Microsoft Gaming, що зробило Microsoft третім за розміром виробником ігор після Tencent і Sony. 

## Заснування
- Activision (1979)
- Sierra Entertainment (1980)
- Blizzard Entertainment (1991)
- King Digital (2003)